# Suzhous industripark
Suzhous industripark är ett stadsdistrikt i Suzhou i Jiangsu-provinsen i östra Kina.

## Källa
- Wikimedia Commons har media som rör Suzhous industripark.
- Wong, Ola (2010). När tusen eldar slickar himlen: Kinas väg till framtiden. Ordfront POD ([Ny utg.]). Stockholm: Ordfront. Libris 11856417. ISBN 9789174419788